# Archer (Florida)
Archer város az USA Florida államában, Alachua megyében.

## Népesség
A település népességének változása:

| 2010 | 1 118 |
| 2020 | 1 140 |